# 光显寺之战
光显寺之战，即额尔德尼召之战，清世宗雍正十年（1732年）七月至八月，在平定噶尔丹策零之战中，清军于光显寺（额尔德尼召）击败准噶尔军之作战。
雍正七年（1729年）三月，清朝派出北路、西路两支大军，分别屯驻科布多（今蒙古吉尔格朗图）和新疆巴里坤，抵御准噶尔军队。准噶尔汗噶尔丹策零集中进攻一路，多次获胜。
雍正十年（1732年）七月，噶尔丹策零派兵攻打杭爱山下的哲布尊丹巴的领地，失败后，突袭塔密尔多罗郡王策棱（策凌）的老营。策凌是喀尔喀蒙古扎萨克，训练了精兵一千人。策凌和将军塔尔岱青在本博图山抵御小策零敦多布率领的准噶尔军。这时，听说准噶尔军袭击老营，十分悲愤。侍郎绰尔铎转运軍饷，到达策凌军前，于是劝策凌率兵截住敌人归路。于是，策凌和亲王丹津多尔济率军回击。
八月，准噶尔军退往光显寺，途中，策凌与准噶尔军作战十余次，多次获胜。光显寺负山临河，扼守要道。准噶尔将领小策零敦多布据守杭爱山，在鄂尔坤河布阵。策凌命满洲兵在河南布阵，亲自率一万余喀尔喀蒙古兵埋伏在山侧，其余蒙古军在河北布阵。双方交战后，准噶尔军发现满洲兵背水列阵，兵锋还比较软弱，于是乘虚进兵。这时，策凌的伏兵忽然杀出，斩准噶尔兵首级万余，山谷中布满尸首。小策敦多布率余部渡河，清兵等到他们渡至河中出击，准噶尔军大多落水溺死。准噶尔军余部沿着鄂尔坤河源退到推河。靖边大将军锡保下令，抚远将军马尔赛与建勋将军达尔济合军，截击准噶尔军。喀尔喀亲王丹津多尔济催促马尔赛发兵。马尔赛不顾众将坚决反对，坚持守在城中，不肯发兵，致使准噶尔军得以顺利逃走。